# Hugues d'Avranches
Hugues d'Avranches, né vers 1047 et mort à Chester le 27 juillet 1101, vicomte d'Avranches et 1er comte de Chester, fut l'un des grands barons anglo-normands d'Angleterre. Il est parfois surnommé Hugo Lupus (Hugues le Loup).

## Biographie

### Portrait
Hugues d'Avranches est le fils de Richard Goz (1024-† apr. 1082), vicomte d'Avranches et seigneur de Saint-Sever, et d'une mère inconnue historiquement identifiée comme Emma de Conteville, une demi-sœur de Guillaume le Conquérant, mais sur des éléments non probants.
Le chroniqueur normand du XIIe siècle, Orderic Vital, brosse un portrait négatif d'Hugues d'Avranches. « Il n'était pas libéral mais prodigue […]. Il ne gardait aucune mesure ni pour donner, ni pour recevoir ; journellement il dévastait ses biens et favorisait beaucoup plus les oiseleurs et les chasseurs que les cultivateurs et les prêtres […]. Il se livrait sans retenue à tous les plaisirs charnels ». Vital lui reproche en particulier de multiplier les concubines et d'être un goinfre. À tel point qu'à la fin de sa vie, Hugues est devenu si gros qu'il peut à peine marcher. Il est alors surnommé Hugues le Gros. Toujours selon le chroniqueur normand, le vicomte d'Avranches a coutume de s'entourer d'une domesticité excessivement nombreuse. Autant de traits de caractères et d'attitudes qui scandalisaient le moine Vital.

### Carrière en Angleterre
En 1066, Hugues est encore jeune, et son père toujours vivant. Il n'est donc pas le vicomte Hugues qui contribue, lors de la conquête normande de l'Angleterre, pour 60 navires,, et ne participe probablement pas en 1066 à la bataille de Hastings.
Il passe en Angleterre peu après et se met au service du nouveau roi d'Angleterre Guillaume le Conquérant. Il est d'abord mis aux commandes du château de Tutbury dans le Staffordshire à la frontière du Derbyshire (Midlands de l'Est), alors que la région n'est pas encore pacifiée. Plus tard, vers 1070-1071, il reçoit le comté de Chester et le titre de comte de Chester, avec des pouvoirs palatins, mais doit pour cela rendre les terres qu'il possède autour de Tutbury. Celles-ci sont alors confiées à Henri de Ferrières.
Dans le Cheshire, il acquiert toutes les terres sauf celles appartenant aux évêques de Chester. Chester devient le centre de son honneur qu'il se constitue tout au long des vingt ans de sa carrière en Angleterre. Il reçoit du Conquérant un nombre très important de domaines, comme une grande partie des terres du nord du royaume qui appartenaient à Harold Godwinson avant qu'il ne monte sur le trône. Il reçoit aussi des domaines éparpillés dans tout le royaume ayant appartenu à des nobles ou à des thegns anglo-saxons. À la rédaction du Domesday Book en 1086, il est parmi les dix plus riches barons du royaume, avec des terres valant 794 livres sterling annuellement. Toutefois, il en a inféodé la plupart puisque son revenu est estimé à 160 livres par an.
Il n'a pas le contrôle du patrimoine familial avant la mort de son père en 1082. Il hérite de non seulement la vicomté d'Avranches, mais aussi d'autres terres disséminées à travers l'est de la Normandie.
En 1082, certains pensent qu'il peut tremper dans le complot fomenté par l'évêque de Bayeux Odon contre Guillaume le Conquérant. Orderic Vital nous explique que Hugues commandait une troupe de chevaliers qui se préparait à quitter l'île de Wight. Ces hommes partaient-ils pour Rome afin de soutenir Odon dans son projet de devenir pape ou se préparaient-ils à renverser Guillaume le Conquérant ? Vital reste flou sur les motivations de cette expédition et sur le rôle d'Hugues. Toujours est-il que si Odon est emprisonné, Hugues n'est en rien inquiété, ce qui fait douter de son implication.
Lors de la rébellion de 1088, Hugues d'Avranches est l'un des rares grands barons anglo-normands à ne pas soutenir les révoltés contre le roi. En 1087-1088, le nouveau duc de Normandie Robert Courteheuse engage le Cotentin et l'Avranchin auprès de son frère cadet Henri Beauclerc. Hugues en tant que vicomte d'Avranches devient un vassal de ce dernier. Henri fait fortifier ses places principales, se préparant à la guerre. Hugues et d'autres barons l'abandonnent, livrant les places qu'ils tiennent au roi Guillaume le Roux lorsque, quelques mois plus tard, Robert Courteheuse et le roi d'Angleterre Guillaume le Roux règlent leurs désaccords par le traité de Caen (1091). Les deux aînés se coalisent contre leur cadet, et plus tard,  l'assiègent au Mont-Saint-Michel.
Hugues est souvent aux côtés de Guillaume le Roux. Il fait campagne avec lui contre les Écossais en 1091 et dans le Vexin contre les Français en 1097. En 1100, Henri Ier Beauclerc succède à Guillaume le Roux sur le trône d'Angleterre. Hugues d'Avranches se rallie au nouveau souverain.

### Face aux Gallois
Hugues, comte de Chester depuis 1071, a les pouvoirs étendus sur son nouveau territoire. Il a ainsi toute la latitude nécessaire pour protéger le Royaume d'Angleterre des incursions galloises, et établir un contrôle sur tout le nord de la frontière avec le Pays de Galles. Il profite de cette occasion pour étendre ses possessions vers l'ouest. Il pénètre le territoire adverse le long de la côte, et étend son territoire jusqu'à Bangor, où il établit un évêché en 1092, et à l'île d'Anglesey. La difficulté de la tâche fait qu'il passe la majeure partie de sa vie à combattre contre ses voisins gallois.
Aidé de son cousin Robert de Rhuddlan, il soumet une grande partie du nord du Pays de Galles, grâce à des mottes castrales, des garnisons et des raids incessants. Initialement, Robert tient le nord-est du territoire comme vassal d'Hugues. Toutefois, en 1081, Gruffydd ap Cynan, roi de Gwynedd, est capturé par traîtrise lors d'une rencontre près de Corwen. Gruffydd est emprisonné par Hugues dans son château à Chester, mais c'est Robert qui s'empare de son royaume, et le tient directement du roi d'Angleterre.
Quand Robert est tué lors d'un raid gallois en 1088, Hugues reprend ses terres, contrôlant ainsi sur la majeure partie du nord du Pays de Galles. Mais il perd Anglesey, et la plupart des autres territoires du royaume de Gwynedd dans la révolte galloise de 1094, menée par Gruffydd ap Cynan, qui s'était échappé de captivité.
L'été 1098, Hugues se joint à Hugues de Montgommery, le 2e comte de Shrewsbury, dans une tentative de reconquête des terres de Gwynedd perdues. Gruffydd ap Cynan fait retraite vers Anglesey, puis est forcé de fuir en Irlande, quand une flotte de mercenaires qu'il avait engagée auprès des colonies danoises d'Irlande change de camp.
La situation bascule avec l'arrivée d'une flotte norvégienne sous le commandement du roi Magnus III dit Magnus Nu-Pieds, qui attaque les forces normandes près de la fin orientale de la Menai. Le comte de Shrewsbury est tué d'une flèche qu'on raconte avoir été tirée par Magnus lui-même. Les Normands sont contraints d'évacuer Anglesey, et l'année suivante, Gruffydd revient d'Irlande pour reprendre possession de ses terres, après être parvenu à un accord avec Hugues.
Dans cette guerre, Orderic Vital reconnaît que le comte de Chester fut brave mais aussi très cruel. En 1098, lors de la lutte sur l'île d'Anglesey, il fit ôter les yeux, couper les mains et les pieds de plusieurs captifs. Les Gallois l'appelaient Hugh Flaidd, c'est-à-dire Hugues le Loup.

### Fin de carrière
Il meurt en 1101 dans le monastère bénédictin Sainte-Werburgh qu'il avait fondé à Chester et dans lequel il s'était retiré quelques jours auparavant, sentant la mort venir.
Pour C. Tyerman, il avait acquis une réputation d'homme vicieux, violent et débauché. Mais il avait un autre côté, celui de patron de monastères, d'ami d'Anselme de Cantorbéry. D'après Eadmer, il persuada ce dernier de venir en Angleterre pour prendre en charge l'installation d'une communauté de moines dans le monastère dédié à sainte Werburgh de Chester.

## Famille et descendance
Il épouse, en 1093, Ermentrude de Clermont, fille de Hugues, comte de Clermont-en-Beauvaisis (mort en 1081), par qui il eut un fils et une fille :
- Richard d'Avranches (1093-1120), 2e comte de Chester. Il épouse Mathilde de Blois, la sœur du futur roi d'Angleterre Étienne de Blois, et fille de Étienne II de Blois et d'Adèle de Normandie. Richard et Mathilde meurent lors du naufrage de la Blanche-Nef le 25 novembre 1120, sans postérité ;
- Mathilde ou Marguerite. Elle épousa Renouf (Ralph) de Briquessart, vicomte du Bessin, qui devenait le nouveau comte de Chester, d'Avranches et de Bayeux, dont postérité[10].

Il eut aussi trois enfants illégitimes connus :
- Robert, est confié oblat à l'abbaye d'Ouche. Henri Ier lui confie l'abbaye Saint-Edmond de Bury St Edmunds (Suffolk) à son accession au trône d'Angleterre[11], mais il est déposé en 1102 par Anselme de Cantorbéry ;
- Othoël, Othöen ou Otven, confié au collège d'Avranches. Il est nommé précepteur du jeune fils du roi Henri Ier d'Angleterre, Guillaume Adelin et périt avec lui dans le naufrage de la Blanche-Nef[12],[13]. Il avait épousé la fille et héritière du seigneur de Subligny, dont il eut deux fils : Hasculphe de Subligny, fondateur de l'abbaye de La Lucerne, et Richard de Subligny, évêque d'Avranches ;
- Géva[14],[15], elle épouse Geoffrey Ridel, Dapifer et Justiciar du roi qui périt dans le naufrage de la Blanche-Nef avec ses beaux-frères.

### Sources
- C. P. Lewis, « Avranches, Hugh d', first earl of Chester (d. 1101) », Oxford Dictionary of National Biography, Oxford University Press, 2004.
- Orderic Vital, Histoire de la Normandie, éd. Guizot, 1826, tome 2 et 3.
- « Hugh, Count of Avranches, and Earl of Chester », Christopher Tyerman, Who's Who in Early Medieval England, 1066-1272, Shepheard-Walwyn, 1996 (ISBN 0856831328), p. 44-45.
- Comtes de Chester.
- Hugues d'Avranches dans le Domesday Book.